# Marlon King
Marlon King est un ancien footballeur anglo-jamaïcain né le 26 avril 1980 à Dulwich (Angleterre) évoluant au poste d'attaquant. Il a été international avec l'équipe nationale jamaïcaine avec laquelle il compte 24 sélections pour 12 buts.
Le 10 juin 2011, il signe un contrat de trois ans avec le club de Birmingham City, tout juste rétrogradé en deuxième division.
Le 18 septembre 2013, il signe un contrat d'un an avec le club de Sheffield United

## Carrière
- 1998-2000 : Barnet FC (53 matchs, 14 buts)
- 2000-2003 : Gillingham FC (101 matchs, 40 buts)
- 2003-2005 : Nottingham Forest (50 matchs, 10 buts)
- 2005 : Leeds United, prêt (9 matchs, 0 but)
- 2005 : Watford FC, prêt (21 matchs, 12 buts)
- 2005-jan. 2008 : Watford FC (60 matchs, 24 buts)
- Jan. 2008-sep. 2009 : Wigan Athletic (15 matchs, 1 but)
- 2008-jan. 2009 : Hull City, prêt (20 matchs, 5 buts)
- jan. 2009-2009 : Middlesbrough FC, prêt[2]
- sep. 2010-juin 2011 : Coventry City
- juin 2011 - 2013 : Birmingham City
- septembre 2013 - : Sheffield United

Lorsqu'il joue à Wigan Athletic, Marlon King écope de 26 mois de prison pour vol. Il finira finalement sa carrière professionnelle en septembre 2013 avec le club Sheffield United.